# شون موسلي
شون موسلي (19 مارس 1989 ببالتيمور في الولايات المتحدة - ) (بالإنجليزية: Sean Mosley)‏ هو لاعب كرة سلة أمريكي في مركز مدافع مسدد الهدف. لعب مع هابوعيل تل أبيب لكرة السلة.

## وصلات خارجية
- شون موسلي على موقع كرة السلة الأوروبية.كوم (الإنجليزية)
- شون موسلي على موقع كلية كرة السلة في سبورتس رفرنس.كوم (الإنجليزية)
- شون موسلي على موقع ريلجم (الإنجليزية)
- شون موسلي على موقع بروبوليرز (الإنجليزية)